# École élémentaire de Springfield
 (octobre 2024).
Si vous disposez d'ouvrages ou d'articles de référence ou si vous connaissez des sites web de qualité traitant du thème abordé ici, merci de compléter l'article en donnant les références utiles à sa vérifiabilité et en les liant à la section « Notes et références ».
Dans la série animée télévisée Les Simpson, l’école primaire de Springfield est l’établissement scolaire fictif fréquenté par Bart Simpson, Lisa Simpson et leurs camarades d’école.
Le directeur de l’école est Seymour Skinner et son supérieur hiérarchique est l’inspecteur Chalmers (assisté de Leopold). Le corps enseignant inclut Elizabeth Hoover, Dewey Largo et Edna Krapabelle (Edna Krabappel au Québec et en VO). Le reste de l’équipe est composé d’Otto Bus, le chauffeur de l’autobus scolaire, du jardinier Willie, l’homme chargé de l’entretien, et de la cantinière Doris. Parmi les élèves de cette école, on trouve Bart, Lisa, Milhouse, Nelson, Ralph, etc.
Dans l'épisode «triple erreur», on découvre que la ville de Springfield est dotée d’une seconde école primaire, l’école de Springfield Ouest, où Lisa est emmenée par erreur par M. Tiny, le singe chauffeur de Krusty le clown. Dans un autre épisode on découvre l'existence d'une troisième école situé à Waverly Hills. Puis on découvre au fil des épisodes plusieurs écoles privées dont une exclusivement pour les filles.

## L’école
Située au 19 Plympton Street, l’école ressemble physiquement à n’importe quelle école. L’école dispose d’un « Mémorial des sorties scolaires » qui répertorie, sur l’un des murs extérieurs, le nom de tous les enfants qui ne sont pas revenus d’un voyage de classe. Cette école ne possède pas beaucoup d'argent et beaucoup d'activités ou de matières sont supprimées au cours de la série, comme lors de l'épisode Sois belle et tais-toi !. Ce manque de moyens est d'ailleurs souvent pointé du doigts par les enseignants, les parents d'élèves ainsi que le principal.
Grisâtre dans la première saison, elle change de couleur à partir de la saison suivante pour devenir jaune-orangée. Elle apparaît parfois avec un clocher, comme dans l'épisode 14 de la saison 2.
Son état étant assez délabré, elle s'effondre dans Élémentaire, mon cher Simpson, mais est de nouveau intacte dans les épisodes qui suivent.
Dans sa cour de récré, on trouve la cabane de Willy, des balançoires, une cage à écureuils, un toboggan, un tourniquet, une speedball, généralement une marelle et parfois une piscine de nage.
Devant l'école, le drapeau des États-Unis est hissé au sommet d'un mât.
À la cantine, la nourriture est décrite comme fade et les viandes servies sont bien souvent des morceaux d'animaux de très basse qualité comme des organes, des tripes, etc.